# Zeteváralja
Zeteváralja (románul: Sub Cetate) falu Romániában, Erdélyben, Hargita megyében.

## Fekvése
A szép házakból álló falu Székelyudvarhelytől 17 km-re északkeletre, Zetelakától 6 km-re fekszik.

## Monda
A Deság-csúcson (818 m), a Nagy-Küküllő bal partján egy nagyon régi vár állt. A vaskorban épült és a római korban is fennállhatott. Orbán Balázs „Kicsiny sasfészek”-nek nevezte. A vár pusztulása a legenda szerint Isten büntetése. Zete – a várúr – nem akarta a keresztény vallást elfogadni, sőt pogány módon káromolta Istent. Ezért a Fennvaló sújtó keze eltörölte a várát és büszke pogány urát két lányával együtt. A vár pusztulása egybeesik a keresztény vallás elterjedésének idején a székelyföldi várak uraival dúló csatákkal.

## Látnivalók
A Madarasi-Hargitára vezető út után következik a Zeteváraljai víztározó gátja. A Nagy-Küküllő és a Sikaszó összefolyásánál létesítették 1976-1992 között. A duzzasztógát megépülésével közel 140 hektár vízfelület jött létre, mely télen a korcsolyázókat, meleg nyári napokon a kirándulókat, fürdőzőket vonzza.
2014. áprilisában Zeteváralján vonták fel Erdély legnagyobb székely zászlóját, amely tizenöt méter hosszú és hét méter széles, rúdja pedig húsz méteres.